# Vysoká synagoga
Vysoká synagoga (německy Hohe Synagoge, hebrejsky בה"כ גבוה‎ Bejt HaKnesset Gvua, jidiš הויכשול‎ Hojchšul) stojí v Červené ulici č. 5 v pražském Josefově, naproti Staronové synagoze, kam ústí její tři vysoká okna. Je chráněna jako kulturní památka.

## Historie

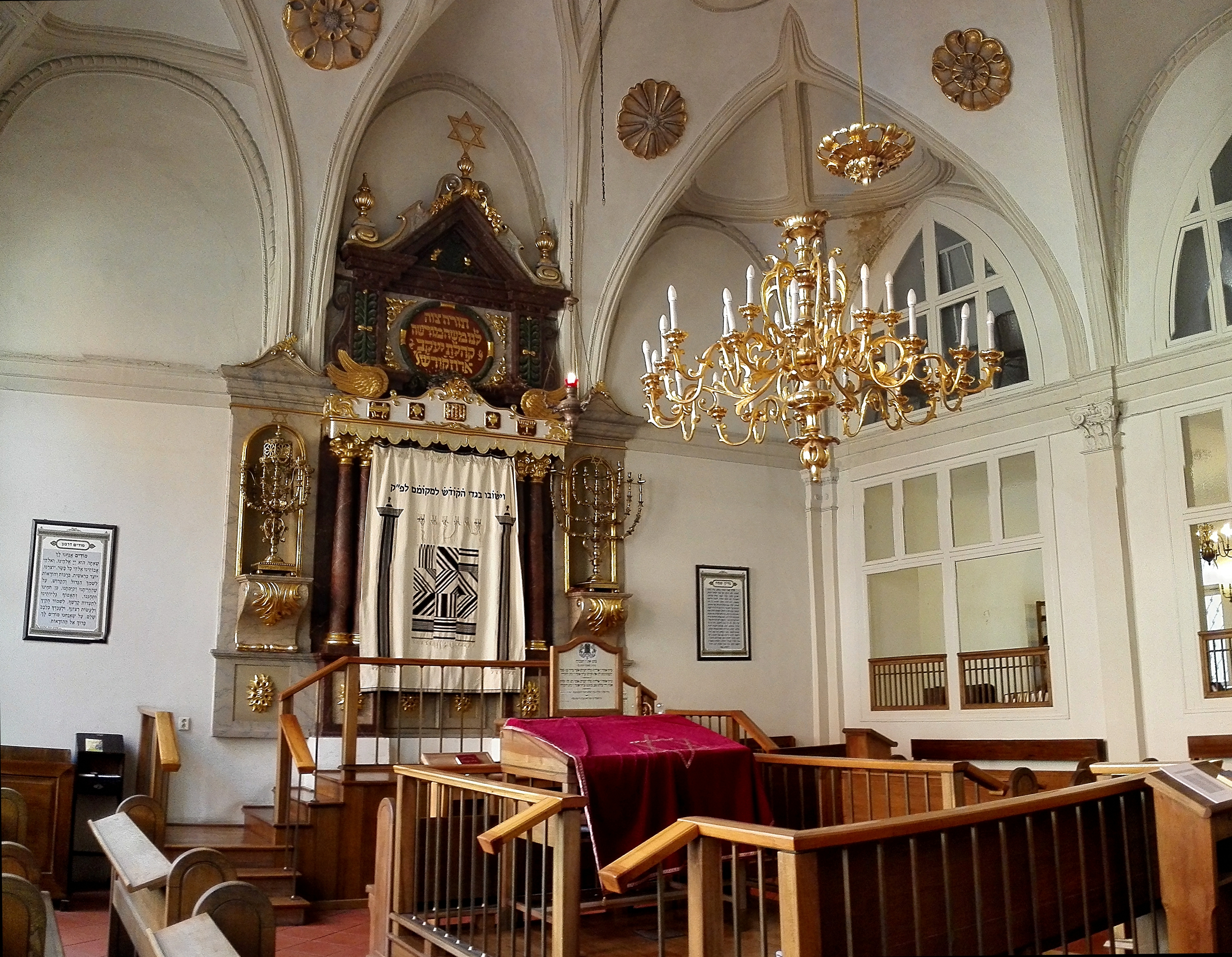
Interiér synagogy

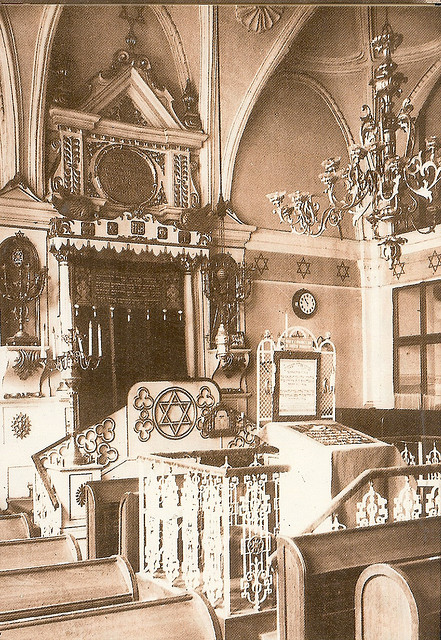
Interiér na fotografii, Zikmund Reach v roce 1910

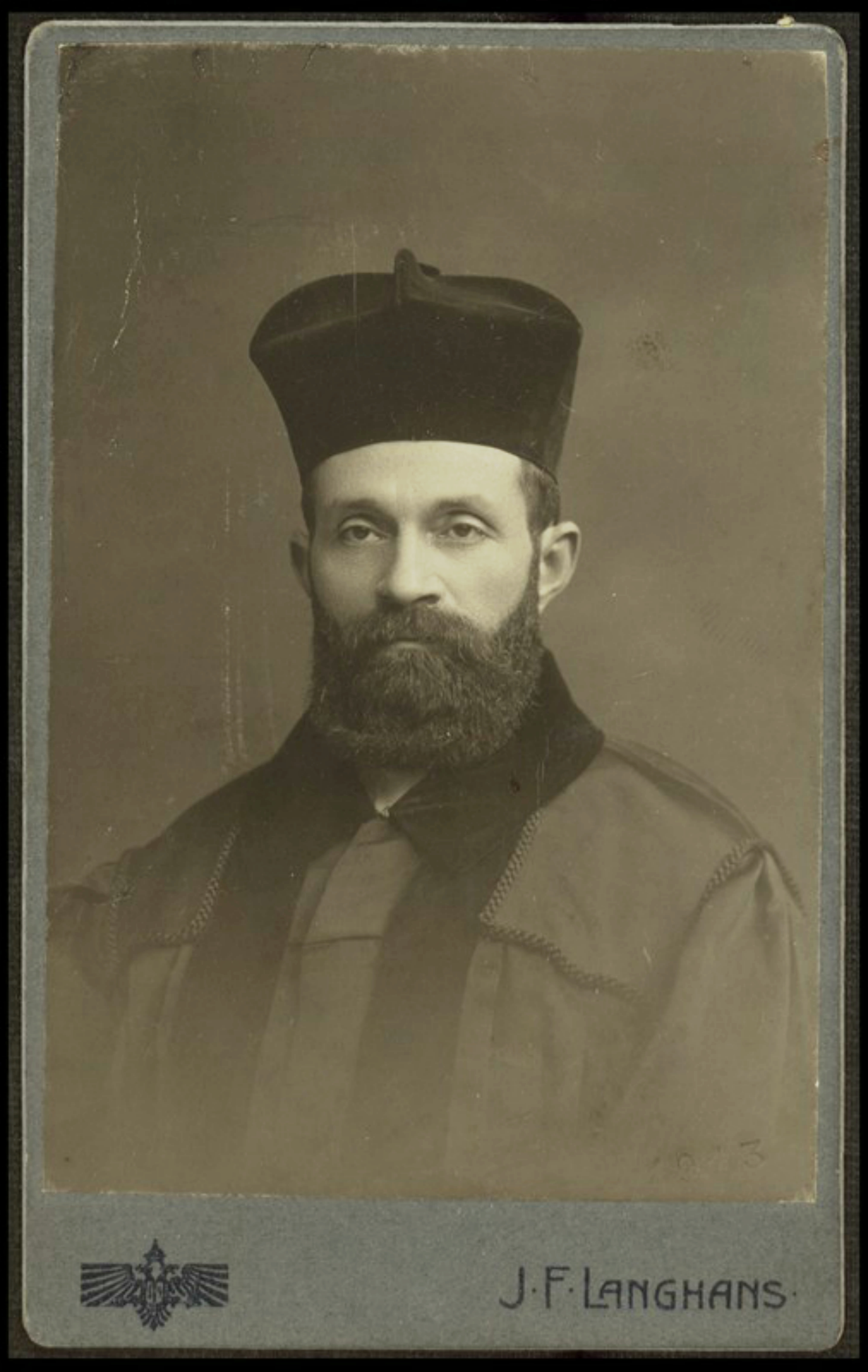
Vrchní rabín pražské židovské obce Heinrich Brody, 1913, Praha

Výstavba synagogy byla financována bohatým mecenášem židovského města Mordechajem Maiselem a vystavěna v roce 1568 nebo 1577 společně s Židovskou (Maiselovou) radnicí. Stavitelem byl údajně z Itálie se přistěhovavší Pankratius Roder. Mimo tří oken na severní straně byla také dvě okna na východní, směrem do (dnes již neexistující) uličky V kolnách (zanikla během pražské asanace).
Synagoga sloužila jako soukromá modlitebna židovských konšelů a pro přísedící bejt dinu, a proto se původně vcházelo z prvního patra radnice.
Důvod výstavby Vysoké synagogy byl patrně mj. také ten, že Židovské město bylo až do regulace vltavských břehů ve 20. století často zaplavováno povodněmi a mnoho starších synagog v této lokalitě (Staronová, Pinkasova, Klausová, Stará škola ad.) mělo podlahy v gotických uličních úrovních, tudíž během kulminace povodňové vlny bývaly často zatopeny a nebylo možno je využívat. Tato situace se v ghettu v některých letech opakovala až pětkrát do roka.
Předlohou pražské Vysoké synagogy byla údajně o něco starší Vysoká synagoga v Krakově.
Roku 1689 byla dvakrát zasažena požárem a následně roku 1754 opravena. Architekt přestavby z roku 1883 byl J. M. Wertmüller.

### 20. století až současnost
Před holocaustem byla hlavní synagogou činovníků Pražské židovské obce a oproti většině pražských synagog té doby zde byl dodržován ortodoxní ritus. Probíhaly zde obřízky, svatby, bar micva. Působili zde například Jindřich Brody, Bernard Hirsch, Šimon Adler, docházeli sem Salomon Hugo Lieben, Tobias Jakobovits či František R. Kraus, jenž ve jedné ze svých poloautobiografickou povídek vzpomíná:
| „                                             | Ve Vysoké synagoze vedle Staronové bylo živo. Byla sobota dopoledne, krásný slunný den. Velkými obloukovitými okny sem svítilo teplé slunéčko. A na galerii pro ženy bylo právě tak plno, jako dole v oddělení mužů. U svatostánku, zlatem zdobeným, zpívá krásným barytonem černovousý kantor Hirsch. Pak přistupuje Poldík Schleissnerů. Má nový, modrý dvouřadý oblek a novou „anglickou“ čepičku. Má přehozen krásný čistý talis se zlatým okrajem, dar to synagogy tomuto nejnovějšímu barmicvájingelu. (…) „Borchů es adonaj hamvorach…“ Pevným hlasem říká Poldi bróche a pak maftír, nazpaměť vše, vše… nečte to, i když mu Hirsch ukazuje zlatým ukazovátkem – jemnou zlatou rukou na konci štíhlé zlaté tyčky – na Svaté písmo v nažloutlých a tak příjemně vonících pergamenech… Dobře to řekl! Pak mluví k němu pan rabín Schwarz. Pak Hirsch, kantor s krásným orlím nosem, černým plnovousem a krásnýma tmavohnědýma očima. | “ |
| — František R. Kraus: Hoši ze Svrabové čtvrti | |   |

V období holocaustu skladiště konfiskovaného židovského majetku.
Ve druhé polovině 20. století byla obnovena, v přízemí je obchod a pokladna Židovského muzea v Praze. V horním patře je pak modlitebna využívaná členy Pražské židovské obce.

### Program záchrany architektonického dědictví
V rámci Programu záchrany architektonického dědictví bylo v roce 1996 na opravu památky čerpáno 2 300 000 Kč.